# 安提姆斯
安提姆斯（医生）（英語：Anthimus (physician)），6世纪初希腊医生。著有《营养学》一书，以511年之后不久写给狄奥多西大帝的一封书信形式而作。这是一部拉丁短文，内容一半有关医学，一半有关烹饪，描述了日耳曼民族的饮食习惯。

## 扩展阅读
- Gordon M. Messing, "Remarks on Anthimus De observatione ciborum", Classical Philology 37:2:150-158 (April, 1942) at JSTOR